# دوکس
دوکس (انگلیسی: Dux) لاتین برای "رهبر" (از اسم dux, ducis، "رهبر، ژنرال") و بعداً برای دوک (عنوان) و انواع آن (دوجه)، duce و غیره است. در طول جمهوری روم و برای قرن‌های اول امپراتوری روم، دوکس می‌توانست به هر کسی اطلاق شود که فرماندهی نیروها را بر عهده دارد، هم ژنرال‌های رومی و هم رهبران خارجی، اما یک درجه نظامی رسمی نبود.